# Cazimir al IV-lea al Poloniei
Cazimir al IV-lea Iagello (în poloneză Kazimierz IV Jagiellończyk; în lituaniană Kazimieras Jogailaitis), (n. 30 noiembrie 1427, Cracovia, Regatul Poloniei – d. 7 iunie 1492, Grodno, Marele Ducat al Lituaniei) a fost Mare Duce al Lituaniei din 1440 și Rege al Poloniei din 1447, până la moartea sa.
Cazimir a fost fiul cel mic al Regelui Vladislav al II-lea Iagello și fratele mai mic a lui Vladislav al III-lea Iagello.

## Mare Duce al Lituaniei
Moartea subită a lui Sigismund Kęstutaitis a lăsat gol postul de Mare Duce al Lituaniei. Voievodul de Trakai, Jonas Goštautas, precum și alți magnați din Lituania, l-au sprijinit pe Cazimir ca un posibil candidat la tron. Cu toate acestea, mulți nobili polonezi au sperat că băiatul în vârstă de 13 ani, ar putea deveni un vicerege pentru regele polonez în Lituania. Cazimir a fost invitat de magnații lituanieni în Lituania, și când a ajuns în Vilnius în 1440, a fost proclamat Mare Duce al Lituaniei pe 29 iunie 1440, de către Consiliul Lorzilor, contrar dorințelor lorzilor polonezi - un act susținut și coordonat de nobilul Jonas Goštautas.
Când vestea a ajuns în Regatul Poloniei, a fost întâmpinată cu ostilitate, chiar până la punctul de amenințare militară împotriva Lituaniei. În timp ce Marele Duce era minor, consiliul suprem asupra Marelui Ducat al Lituaniei a fost în mâinile Consiliului Lorzilor, prezidat de Jonas Goštautas. Cazimir a învățat limba și obiceiurile din Lituania de la funcționarii judecătorești.
În timpul domniei sale, drepturile lituaniene a nobililor - duci, magnați și boieri, indiferent de religie sau etnie - au fost puși pe picior de egalitate cu nobilii polonezi. În plus, Cazimir a promis să protejeze granițele Marelui Ducat și să nu desemneze persoane din Regatul Poloniei la birourile Marelui Ducat. A acceptat ca deciziile cu privire la chestiunile referitoare la Marele Ducat să nu se facă fără acordul Consiliului Lorzilor.

## Rege al Poloniei
Cazimir l-a succedat pe fratele său Vladislav al III-lea (ucis în Bătălia de la Varna în 1444) ca Rege al Poloniei, după un interval de trei ani, la 25 iunie 1447. În 1454, s-a căsătorit cu Elisabeta de Austria, fiica Regelui Albert al II-lea de Habsburg și a soției acestuia, Elisabeta de Boemia. Rudele sale îndepărtate, Frederick de Habsburg a devenit Sfântul Împărat Roman și a domnit ca Frederick al III-lea până după moartea lui Cazimir. Căsătoria a consolidat legăturile între casa Iagello și suveranii Ungariei și Boemiei, și l-a pus pe Cazimir în contradicție cu Sfântul Împărat Roman prin rivalitatea internă a Habsburgilor.
În același an, Cazimir a fost abordat de către Confederația Prusacă pentru a-i ajuta împotriva Ordinului Teutonic, care a promis, prin separarea regiunilor prusace, să fie protejat Regatul polonez. Cu toate acestea, când orașele Statului Teuton Monastic din Prusia s-au răzvrătit împotriva Ordinului, aceștia au rezistat cu o putere mai mare decât era de așteptat, urmând Războiul de 13 ani (1454 - 1466). Cazimir și Confederația prusacă i-au învins pe Teutoni, preluând capitala Marienburg (Castelul Malbork). În a doua Pace de la Thorn (1466), Ordinul a recunoscut suveranitatea poloneză asupra regiunilor prusace de vest și suzeranitatea coroanei poloneze asupra Statului Teuton Monastic din Prusia, transformat în 1525 într-un ducat, denumit Ducatul Prusia.
Singurul frate al Elisabetei, Ladislau, rege al Boemiei și Ungariei, a murit în 1457, iar interesele dinastice ale lui Cazimir și ale Elisabetei au fost direcționate, de asemenea, în fostele regate ale fratelui ei.

## Copiii
- Hedwig Iagello s-a căsătorit cu George cel Bogat, din dinastia Wittelsbach a Bavariei. Delegații au plecat la Cracovia pentru a negocia căsătoria, iar nunta lor a avut loc în Bavaria în 1475, începând o tradiție care continuă și astăzi.
- Sfântul Cazimir trebuia să se căsătorească cu fiica Împăratului Frederick al III-lea, însă în schimb a ales o viață religioasă, fiind canonizat într-un final ca Sfântul Cazimir.
- Vladislau al II-lea al Boemiei și Ungariei a fost cel care a combinat tronurile Ungariei și Boemiei.
- Sofia, s-a căsătorit cu Margraful Frederick al V-lea de Brandenburg-Ansbach.
- Ioan I al Poloniei (27 decembrie 1459 - 17 iunie 1501) l-a urmat pe tatăl său ca Rege al Poloniei (1492 - 1501).
- Alexandru Iagello (5 august 1461 – 19 august 1506), a fost rege al Poloniei (12 decembrie 1501 – 19 august 1506).
- Sigismund I cel Bătrân (1 ianuarie 1467 – 1 aprilie 1548) Rege al Poloniei (1506–1548).
- Frederick Iagello (27 aprilie 1468 – 14 martie 1503), Arhiepiscop de Gniezno, Episcop de Cracovia și Arhiepiscop al Poloniei.
- Ana, s-a căsătorit cu ducele Bogislav al X-lea de Pomerania, au avut 8 copiii, inclusiv Sofia de Pomerania, care a devenit Regina Danemarcei.
- Barbara, s-a căsătorit cu ducele Georg dem Bärtigen de Saxonia.
- Elisabeta (13 noiemrbie 1482 – 16 februarie 1517), s-a căsătorit cu Frederick al II-lea de Legnica.
- Alte două fiice numite Elisabeta.